# St. Julians
St. Julians är en stadsdel och community i staden Newport i Wales, Storbritannien. 